# Ixi

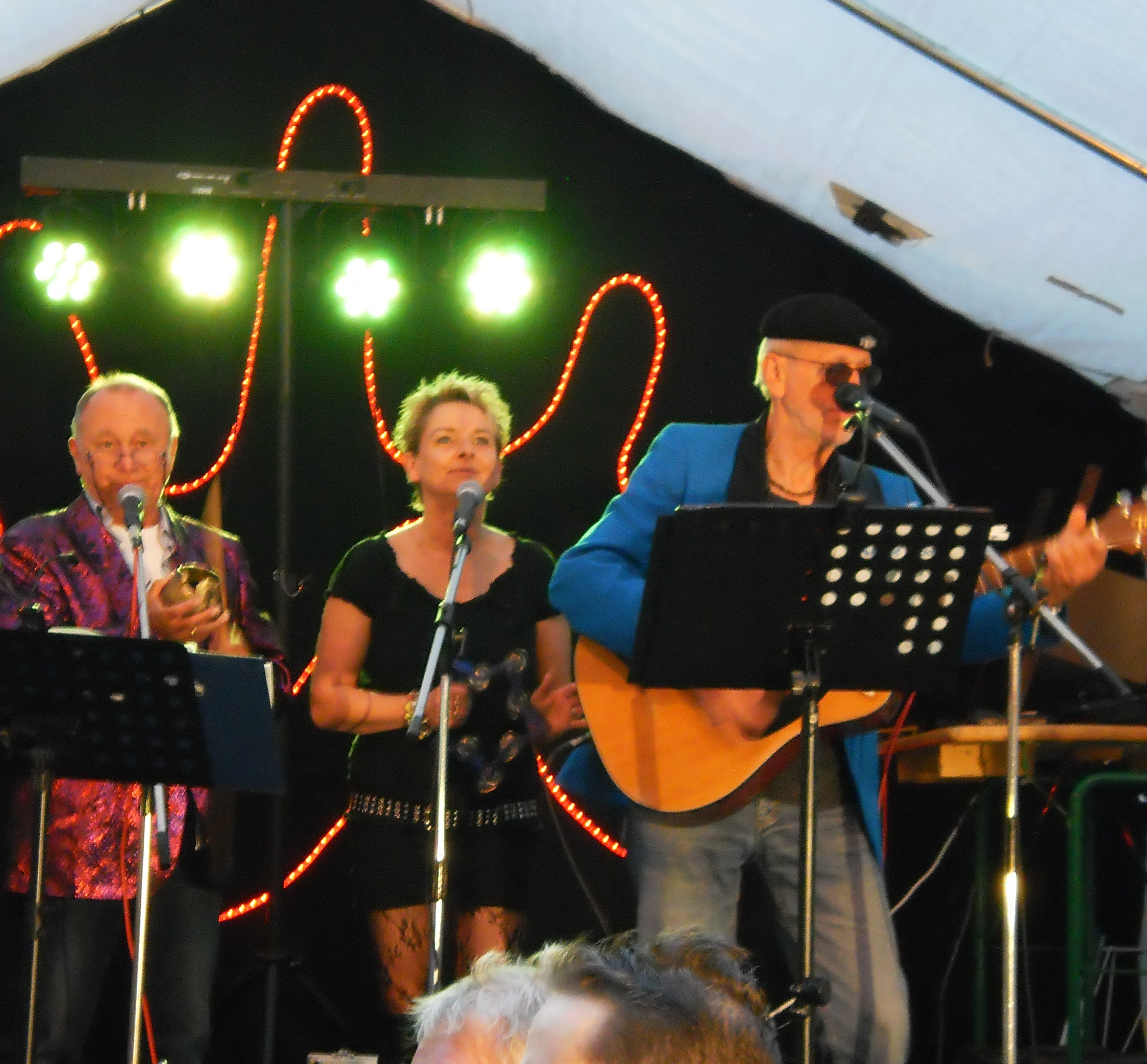
Ixi auf der Holstenkoeste NMS im Fürsthof bei der Koeste 2013

Ixi (* 4. November 1962 in Elmshorn; eigentlich Gaby Christensen, geb. Tiedemann) ist eine deutsche Sängerin. 1983 hatte sie auf dem Höhepunkt der Neuen Deutschen Welle einen Hit mit der Single Der Knutschfleck.

## Leben
Tiedemann begann als Achtjährige auf Geheiß ihrer Eltern mit Musik- und Gesangsunterricht. Ihre Karriere als Sängerin begann, als sie Ende 1981 auf einer Party zwei Produzenten kennenlernte. Gemeinsam mit Felix Kautsky entstand ein Demo-Tape des Titels Detlev. Balthasar Schramm – damals Jurastudent und später Chef von Sony – ging ohne Wissen von Ixi damit zu Metronome. Deren Produktmanager war begeistert, da sie für ihren Chef namens Detlev noch ein Geburtstagsgeschenk suchten. Der Text war als humoristisch-freche „verkehrte Welt“ gedacht. Die Single wurde jedoch von den deutschen Rundfunkanstalten wegen der Refrainzeile „Detlev, ich bitte dich, geh’ doch für mich auf den Strich“ nicht in das Programm genommen, aber in Bravo vorgestellt und verkaufte sich nicht schlecht. Wegen des Radioboykotts wurde noch eine Promo-Single produziert, bei der „Strich“ überpiepst wurde.
Mit der Nachfolgesingle Der Knutschfleck gelang Ixi ein großer – und ihr einziger – kommerzieller Erfolg. Der Song stieg im April 1983 in die deutschen Singlecharts ein und erreichte nach vier Wochen Platz 8. Dies blieb jedoch ihr einziger Erfolg. Weitere Singles verkauften sich nicht mehr.
Nach dem Erfolg von Der Knutschfleck strahlte die Musiksendung Formel Eins im Jahre 1983 auch das Video zu Detlev aus, wobei sich jedoch der Bayerische Rundfunk ausklinkte, was vor allem bei diesem Thema wiederholt geschah. (siehe Homosexualität im Fernsehen)
Ebenfalls 1983 entstand unter der Regie von Siggi Götz die Teenagerkomödie Plem, Plem – Die Schule brennt. In der Klamotte spielte Ixi an der Seite von Thomas Ohrner eine Küchenhilfe in einer psychiatrischen Klinik. Auch dieser Streifen blieb ohne nennenswerten Erfolg.
1985 kehrte sie für ein Jahr als Moderatorin von Bravo TV auf die Bildschirme zurück. Danach arbeitete sie neun Jahre lang bei Radio Schleswig-Holstein als Hörfunkmoderatorin. Sie tritt noch hin und wieder als Sängerin mit lokalen Bands auf.
Gaby Tiedemann ist seit 1989 verheiratet und Mutter dreier Töchter.

## Diskografie

### Singles
- Detlev (1982)
- Der Knutschfleck (1983)
- Handkuss (1983)
- Etagenbett (1984)
- Knutschfleck '95 (1995)

### Alben
- Der Knutschfleck (1983)